# Brandenburgse koloniën
Gedurende een korte tijd aan het einde van de zeventiende en het begin van de achttiende eeuw legde Brandenburg-Pruisen zich toe op het stichten van koloniën (handelsposten), vooral op de Goudkust door de Brandenburgse Afrikaanse Compagnie (Brandenburgisch-Afrikanische Compagnie).
In het jaar 1682 startte op last van keurvorst Frederik Willem een expeditie,
om de eerste Brandenburgse kolonie in Afrika te stichten. Een jaar later zou aan Goudkust (in het huidige Ghana) de Brandenburgse rode adelaar gehesen worden. Met de plaatselijke bevolking werd een verdrag gesloten en kort daarop werd met de bouw begonnen van het fort Groß Friedrichsburg. In de nieuw gestichte kolonie werd vooral gehandeld in slaven, gom, ivoor, goud en zout.
Voor de handel in slaven pachtte keurvorst Frederik Willem ook het Caribische eiland Sint Thomas van Denemarken.
De kleinzoon van keurvorst Frederik Willem, koning Frederik Willem I van Pruisen
hechtte geen belang aan de koloniën en verkocht Groot-Frederiksburg in 1717 aan de Nederlanders. Andere koloniën werden ook verkocht of veroverd door andere Europese koloniale machten.

## Brandenburgse koloniën
Brandenburg-Pruisen bezat de volgende koloniën:
- 1683 - 1718 Groot-Frederiksburg (Ghana)
- 1685 - 1721 Arguin (Mauritanië)
- 1685 - 1720 Sint Thomas (Maagdeneilanden),
- 1700 - 1700 Whydah (Togo) (Klein steunpunt voor de Brandenburgse zeevloot, waar ook Britten en Nederlanders steunpunten hadden)

Gepacht van Deens-West-Indië:
- 1689 - 1693 Krabbeneiland (Caraïben), verkregen tijdens een rooftocht in Deens-West-Indië)
- 1696 - 1696 Tertholen (Caraïben)

kolonie · kolonisatie · kolonialisme · dekolonisatie (staatkundig) · dekolonisatie (cultureel)· neokolonialisme · postkolonialisme · imperialisme